# سیارک ۱۳۴
سیارک ۱۳۴ (به انگلیسی: 134 Sophrosyne) صد و سی و چهارمین سیارک کشف شده‌است که در ۲۷ سپتامبر ۱۸۷۳ و در دوسلدورف کشف شد.
قدر مطلق سیارک برابر ۸٫۷۶ است.